# Еврідам
Еврідам (дав.-гр. Εὐρυδάμας) — персонажі давньогрецької міфології:
- Еврідам — один з аргонавтів, син Ктімена і Демонасси. Можливо його плутають з Еврітіоном, царем Фтії. Його ймовірно вбив Кафавр.
- Еврідам — син Пелія, грецький воїн під час Троянської війни, був серед вояків, що були всередині троянського коня.
- Еврідам — зять Антенора, племінник Гекаби, захисник Трої, якого вбив Діомед.
- Еврідам — старійшина Трої, інтерпретатор снів. Його синів Абаса і Полідіса вбив Діомед.
- Еврідам — один з синів Єгипта, що одружився з дочкою Даная Фартіс і був нею вбитий.
- Еврідам — один з залицяльників Пенелопи, який подарував їй пару сережок, його вбив Одіссей.